# Villa del Totoral
Villa del Totoral är en kommunhuvudort i Argentina.   Den ligger i provinsen Córdoba, i den centrala delen av landet, 700 km nordväst om huvudstaden Buenos Aires. Villa del Totoral ligger 233 meter över havet och antalet invånare är 7 110.
Terrängen runt Villa del Totoral är platt, och sluttar brant österut. Runt Villa del Totoral är det mycket glesbefolkat, med 6 invånare per kvadratkilometer.. Villa del Totoral är det största samhället i trakten.
Trakten runt Villa del Totoral består till största delen av jordbruksmark.